# Manuel Amador Terreros
Manuel Encarnación Amador Terreros (Santiago de Veraguas, 25 de marzo de 1869 — Panamá, 12 de noviembre de 1952) fue un diplomático, pintor y lingüista panameño, hijo de Manuel Amador Guerrero, primer presidente de Panamá, y de María de Jesús Terreros, primera esposa de Amador Guerrero. Se le conoce por haber diseñado la bandera de la República de Panamá.

## Biografía
Como político fue Ministro de Finanzas durante 1903, firmante de la Constitución de 1904 y el primer Cónsul General de Panamá en Hamburgo, Alemania entre 1904 y 1908. En 1908, se trasladó a la ciudad de Nueva York donde ingresó al estudio de pintura de Robert Henri. Allí, especialmente entre 1910 y 1914, pintó sus más conocidos paisajes, desnudos, figuras humanas. En esa época se obsesionó con la música y la lingüística, aprendió el idioma internacional esperanto y posteriormente diseñó su propio proyecto lingüístico llamado panamane, ideado como una lengua universal para promover la paz mundial. En 1926 regresó a Panamá donde trabajó como empleado en la Administración de Rentas.
A partir de 1935 participó en algunas exposiciones colectivas y tres individuales. En enero de 1940 donó a la Universidad de Panamá sus dibujos, acuarelas y grabados, donde sobreviven algunos que fueron presentados en una exposición póstuma en 1964. En 2003 la Universidad de Panamá le dio su nombre a su galería de arte.
Falleció el 12 de noviembre de 1952 en la ciudad de Panamá.
Entre los discípulos de Manuel Amador, destacan los pintores Ricardo Conte Porras y Olga Sánchez Borbón.